# Aspidistra heterotepala
Aspidistra heterotepala — вид рослин із родини пухирникових (Lentibulariaceae).

## Біоморфологічна характеристика
Схожий на Aspidistra ventricosa Tillich & Škorničk. за формою та забарвленням оцвітини, але чітко розрізняються значно вужчими (2–4.5 vs. 4.5–9 см) листками, еліпсоїдними (порівняно з широко-яйцюватими) трубками оцвітини, найширшими біля середини (порівняно біля основи), і адаксіально білуватими (порівняно з темно-пурпуруватими), субгетероморфними (проти гомоморфних) частками оцвітини.
Цвітіння спостерігається у вересні-жовтні; плодоношення спостерігається у квітні.

## Середовище проживання
Ендемік південного В'єтнаму (провінція Ханьхоа). Росте під напівпосушливими широколистяними лісами на відстані 100–200 м ≈ 1 км від узбережжя.

## Етимологія
Видовий епітет стосується гетероморфії між внутрішньою і зовнішньою частками оцвітини.